# Kalvarienbergkirche (Bad Ischl)

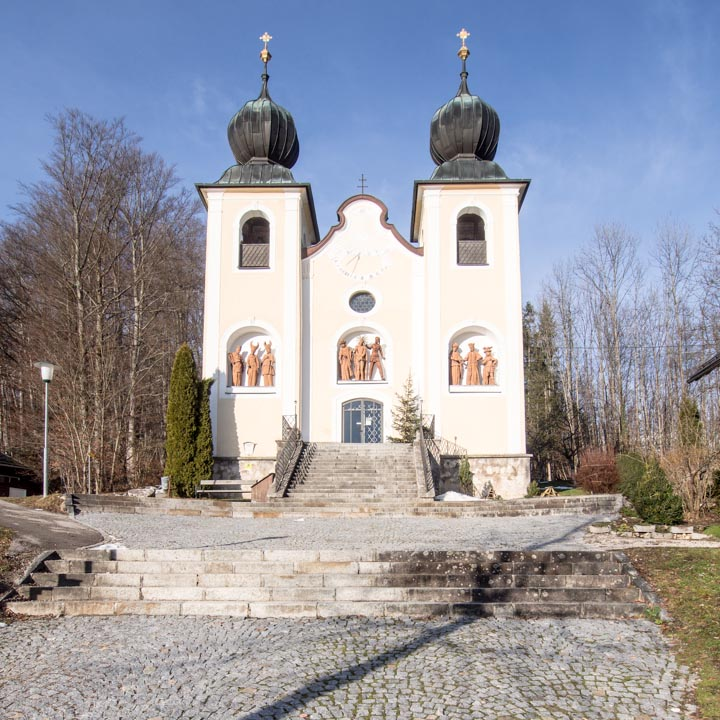
Kalvarienbergkirche Bad Ischl

Die Kalvarienbergkirche Bad Ischl ist eine barocke Kirche auf dem Kalvarienberg im Stadtteil Ahorn der oberösterreichischen Stadtgemeinde Bad Ischl.
Der älteste Kern des Sakralbaus stammt aus dem Jahr 1706. Die Kirche gehört zum Dekanat Bad Ischl der Diözese Linz. In der Nähe des Gotteshauses befindet sich des Weiteren eine Hl.-Grab-Kapelle und vier Stationskapellen des Kreuzwegs, die Kirche und die kleinen Kapellen stehen unter Denkmalschutz.

## Kalvarienbergkirche

### Ausstattung
Nach der Errichtung des ersten Kalvarienbergs im Salzkammergut in Traunkirchen 1696 folgte an zweiter Stelle die Kalvarienbergkirche von Ischl. Sie wurde 1704 bis 1706 errichtet. Die Figuren der Kreuzigungsgruppe trugen die Bürger in einer feierlichen Prozession am 14. September 1706 von der Stadtpfarrkirche St. Nikolaus auf den Berg.
Der Schöpfer der Kreuzigungsgruppe ist nicht sicher bekannt, vermutet wird der Mondseer Bildhauer Johann Georg Kammerdorfer, der von 1704 bis 1707 ein Haus in Bad Ischl besaß. Er gehörte zum Kreis der Werkstatt des Meinrad Guggenbichler. Die Grundformation der Kreuzigungsgruppe bilden Jesus, die beiden Schächer, die hl. Maria und der hl. Johannes. Die drei später hinzugekommenen Figuren sind Maria Magdalena am Fuß des Kreuzes kniend und zwei Reiter links und rechts der Gruppe. Ein Reiter hält eine Lanze (Joh. 9,34), der zweite Reiter könnte der im Evangelium genannte Hauptmann sein (Mk. 15,39). Die erweiterte Gruppe wird erstmals 1761 in einem Gebetsbüchl erwähnt.
Das älteste Gemälde der Kirche stammt aus dem Jahr 1709 und zeigt eine eintürmige Kirche und vier Kreuzwegkapellen. Die Konsekration vollzog der Passauer Fürsterzbischof Johann Philipp von Lamberg 1711. Bereits 1714 erfolgte eine Erweiterung und die Anschaffung von zwei Seitenaltären. 1715 malte Paul Preisl das Ölbild über dem Seitengang mit dem Motiv des Jüngsten Gerichts. Eine Glocke läutete in der damals noch eintürmigen Kirche seit 1724, sie war aus der Gießerei des Johannes Häckl zu Salzburg.
Im Jahr 1779 wurde die Kalvarienbergkirche neuerlich erweitert. Das Bauprojekt umfasste den Zubau einer Sakristei, den Neubau von zwei Türmen, die Schaffung einer Apsis für die Kreuzigungsgruppe und an der Stirnfront der Kirche den Einbau dreier flacher Nischen für je drei Terrakotta-Statuen. Diese fast lebensgroßen Figuren zeigen die Verurteilung Jesu, in der Mitte die Ecce-homo-Szene. Wer sie geschaffen hat und ob sie bereits die eintürmige Fassade geziert haben, ist nicht überliefert. Figuren gleicher Machart befinden sich auch im Karner des Ennser Stadtteiles Lorch. Die Tonstatuen dürften in der Zeit der Türkenkriege entstanden sein, da die Feinde Jesu – und hier besonders deutlich die Gerichtsdiener in der rechten Figurengruppe – türkische Gewandung tragen. Die ursprüngliche bunte Bemalung wurde im 19. Jahrhundert durch einen grauen Ölanstrich ersetzt. Bei der Renovierung von 1964 erhielten sie wieder eine neue Farbe, nämlich einen dunkelroten Grundton.
Das barocke Deckenfresko von 1779 zeigt Gottvater auf der Weltkugel, den Hl. Geist in Gestalt der Taube und das Kreuz Christi. Die umgebenden Engel tragen die Leidenswerkzeuge (Geißel, Schwamm, Schweißtuch der Veronika). Der Meister des Freskos ist nicht bekannt. Ein Großteil wurde 1893 übermalt, aber in den Jahren 1960/61 wieder sorgfältig restauriert und in die barocke Konzeption rückgeführt. An der rechten Seitenwand (gegenüber dem Seiteneingang) befindet sich ein Votivaltar (Marienaltar) mit der Aufschrift In großer Bedrängnis und dem Bild Maria mit den tränenden Augen. Das Bild trägt den Vermerk R.P. Felix Ezinger, Lambachcensis 1705. Gemeint ist damit Pater Felix, ein geborener Ischler und Konventuale vom Stift Lambach, der den Kalvarienberg in Lambach errichtete.
In der Biedermeierzeit haben mehrere Maler den Kalvarienberg und seine Stationskapellen in ihre Studien einbezogen, so Thomas Ender 1828, Erste Station aus dem Kalvarienberg (Stahlstich), Rudolf von Alt um 1830, Ischl mit der Kalvarienbergkirche (Aquarell), und Anton Schiffer 1840, Die Ischler Kalvarienbergkirche (ovales Ölbild).
1840 erhielt der Haupteingang einen hölzernen Vorbau, der 1964 wieder abgetragen wurde. In den 1890er Jahren geschah auch die Neugestaltung der beiden Seitenaltäre. In die prachtvollen Barockrahmen sind Bilder im Nazarener-Stil eingefügt worden und flankieren nun die Kreuzigungsgruppe, auf der Evangeliumseite eine Beweinung Christi, auf der Epistelseite die Kreuzabnahme. Die an den Seitenaltären verbliebenen barocken Holzstatuen sind der hl. Sebastian und hl. Antonius von Padua auf der einen Seite und hl. Franziskus und hl. Johannes der Evangelist auf der anderen Seite.
Im Ersten Weltkrieg musste die Glocke vom Nordturm abgeliefert werden. Von 1960 bis 1968 wurde die Kalvarienbergkirche grundlegend renoviert. Die Kirchenbänke sind von 1975. Im gleichen Jahr kam es zu einem Einbruch, vier Engel – die Kelche tragen – samt Silberleuchtern sind seitdem verschollen, sie wurden durch gute Kopien ersetzt. Die Neueindeckung des Kirchendachs geschah 1980. Fassade und Terrakottafiguren erhielten 1982 eine Renovierung, der Tabernakel am Hauptaltar ist von 1983. Seit 1996 hat die Kirche wieder eine zweite Glocke.
Die heutige Kalvarienbergkirche Bad Ischl besitzt ein tonnengewölbtes Langhaus und einen eingezogenen tonnengewölbten Chor mit 1/2 elliptischem Schluss. Die zwei Fassadentürme sind mit Zwiebelhelmen ausgestattet, der Mittelgiebel ist geschwungen.

### Orgel
Die Orgel stammt vom Wimbsbacher Orgelbauer Johann Lorenz Santmayr und wurde 1715 in die hölzerne Empore eingebaut. Fünf Register und 45 Metallpfeifen im einfeldrigen Prospekt geben dieser barocken Orgel ihre Klangfarbe. Sie ist mit Schnitzwerk umrahmt, gekrönt von Engeln und der Gestalt König Davids. An der Brüstung findet sich das Bild der hl. Cäcilia.

## Kalvarienberg

### Kapelle mit Heiligem Grab
Um Genehmigung der Errichtung wurde 1764 beim Passauer Fürstbischof Joseph Maria von Thun und Hohenstein angesucht, im selben Jahr begann der Bau der Hl.-Grab-Kapelle unmittelbar südlich der Kalvarienbergkirche. Die Holzplastik des Auferstandenen ist spätgotisch. 1985 erfolgte eine umfassende Renovierung der Grabkapelle. Ursprünglich war die Kapelle innen und außen mit Fresken geschmückt. An die Entstehungszeit erinnert aber nur mehr der Eingangsbereich mit den zwei gemalten lebensgroßen Wächtern in römischer Rüstung. Das heilige Grab ist ein länglicher, hinten rund geschlossener Bau mit hochgezogenem Rundgiebel, bekrönt mit einer Blechfigur des Auferstandenen. Über das Jahr ist das Grab leer, am Karfreitag und am Karsamstag befindet sich eine lebensgroße Holzfigur des toten Christus in der Kapelle. In der Osterzeit ist das Grab mit einer Silhouettenfigur des Auferstandenen bestückt, die dann von zwei knienden Engeln flankiert wird. Diese Kapelle steht ebenfalls unter Denkmalschutz.

### Mesnerhaus
Das Mesnerhaus wurde 1891 neu gebaut und 1960 generalsaniert, es steht unmittelbar neben der Kirche. Von 1980 bis zu seinem Tod 2007 diente es Frater Georg Krün, der einem Franziskaner-Eremitenorden angehörte, als Einsiedelei. Er war zu dieser Zeit der einzige Eremit in ganz Oberösterreich.

### Weitere Kleindenkmäler
Im Umkreis der Kalvarienbergkirche befinden sich noch einige weitere Kleindenkmäler. Diese sind allerdings nicht alle denkmalgeschützt.
Der Tabernakelbildstock ist auch denkmalgeschützt. Dieser schlanke Bildstock aus rotem Kalkstein steht ein paar Meter hinter der Kirche, der jetzige Standort wird auf 1915 datiert. Auf einem Bild um 1850 ist dieser oder ein fast identischer Bildstock bereits zu sehen, damals allerdings einige Meter vor der Kirche, wo jetzt das Mesnerhaus steht. 1999 erfolgte eine Renovierung. Das Kleindenkmal besitzt ein ungeschlachtes Gitter vor der Tabernakelnische, in der sich ein auf Blech gemalter Christuskopf befindet. Das bekrönende Steinkreuz ist seit langem verschollen. Die Inschrift am breiten Sockel ist nur mehr schwer zu entziffern, die Vorbeigehenden werden darin um ein Gebet ersucht. Ein sehr ähnlicher Bildstock (mit Inschrift 1906) steht vor dem Landes-Erholungsheim in der Ahornstraße.
Die ebenfalls denkmalgeschützten Stationskapellen am Kalvarienbergweg erhielten im Jahr 1866 neue Bilder im Stil der Nazarener-Schule, insgesamt existieren 12 Stationsbilder in den vier Kreuzwegkapellen. Renovierungen erfolgten 1952 und 1984. Über die vier Stations- und die Grabkapelle wurde, wie über die Kalvarienbergkirche, der Denkmalschutz ausgesprochen.
Bei der Kalvarienbergkirche beginnt der Bauernfeldweg Richtung der Ortschaft Ahorn, benannt nach Eduard von Bauernfeld. Auf den ersten Metern des Weges ist die Marienkapelle gelegen. Die Kapelle ist der Unbefleckten Empfängnis geweiht. Der ursprüngliche Bau dürfte aus der Zeit der Dogmatisierung (1850er Jahre) stammen. 1994 wurde die Marienkapelle auf Veranlassung der Goldhaubengruppe durch den städtischen Bauhof abgetragen und unter Verwendung von alten und neuen Bauteilen völlig neu errichtet. Der Sockel aus grob behauenen Granitsteinen ist ebenfalls von 1994. Am First befindet sich ein Kreuz mit Kugel. Hinter einer großen Glasscheibe ist das Tafelbild Unbefleckte Empfängnis auf der Weltkugel, umgeben von vier Engeln, ersichtlich.
Etwa 50 Meter hinter der Kirchenapsis befindet sich die Rindenkapelle Christus in der Rast. Die Kapelle ist die letzte originale Rindenkapelle des 19. Jahrhunderts im Ischler Gemeindegebiet. Die Holzplastik des Christus ist fast lebensgroß. Als Baumaterial dienten unbearbeitete dünne Stangen und Aststücke, die Wände sind innen rindenverkleidet. Der Sockel ist aus Bruchstein. Bei der Restaurierung 1996 wurde wieder ein Schindeldach aufgesetzt.
Die Sankt–Antonius–Grotte ist seit 1850 definitiv bezeugt, ist aber vermutlich älter. Die Grotte befindet sich in einer Felsnische unterhalb des Mesnerhauses. Das Kleindenkmal verfügt über ein aus den 1850er Jahren stammendes Bild des Herz-Jesu mit Leidenswerkzeugen und über ein Relief des hl. Antonius von Padua. Das gewölbte Dach und das Kreuz sind aus Blech. An der Felswand wurde eine kleine marmorne Votivtafel aus 1918 angebracht.
Am Elisabeth–Waldweg befindet sich ein Bildstock. Dieser Tabernakelbildstock aus dem frühen 20. Jahrhundert wurde aus Beton angefertigt und mit einem Herz–Jesu–Bild bestückt.
Das Marterl am Heherstein befindet sich in unmittelbarer Nähe des so genannten Heherstein (gelegentlich fälschlich auch: Höherstein), dem auf 606 Metern gelegenen höchsten Punkt des Kalvarienberges. Das Marterl ist eine kleine Darstellung des Motivs der Lourdes–Grotte. Als Entstehungszeit werden die 1930er Jahre angegeben. Geschützt durch eine kleine Rundbogentür befindet sich die Lourdesmantelmandonna in einer aus Beton und Steinbrocken ausgebildeten Nische.

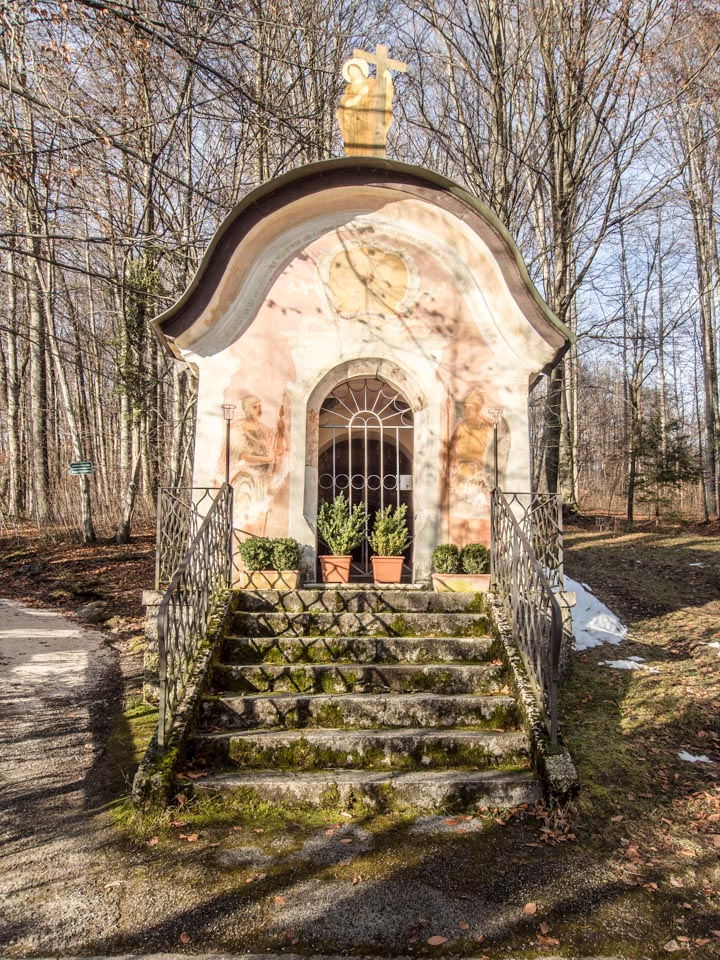
Kalvarienberg, Kapelle mit Heiligem Grab
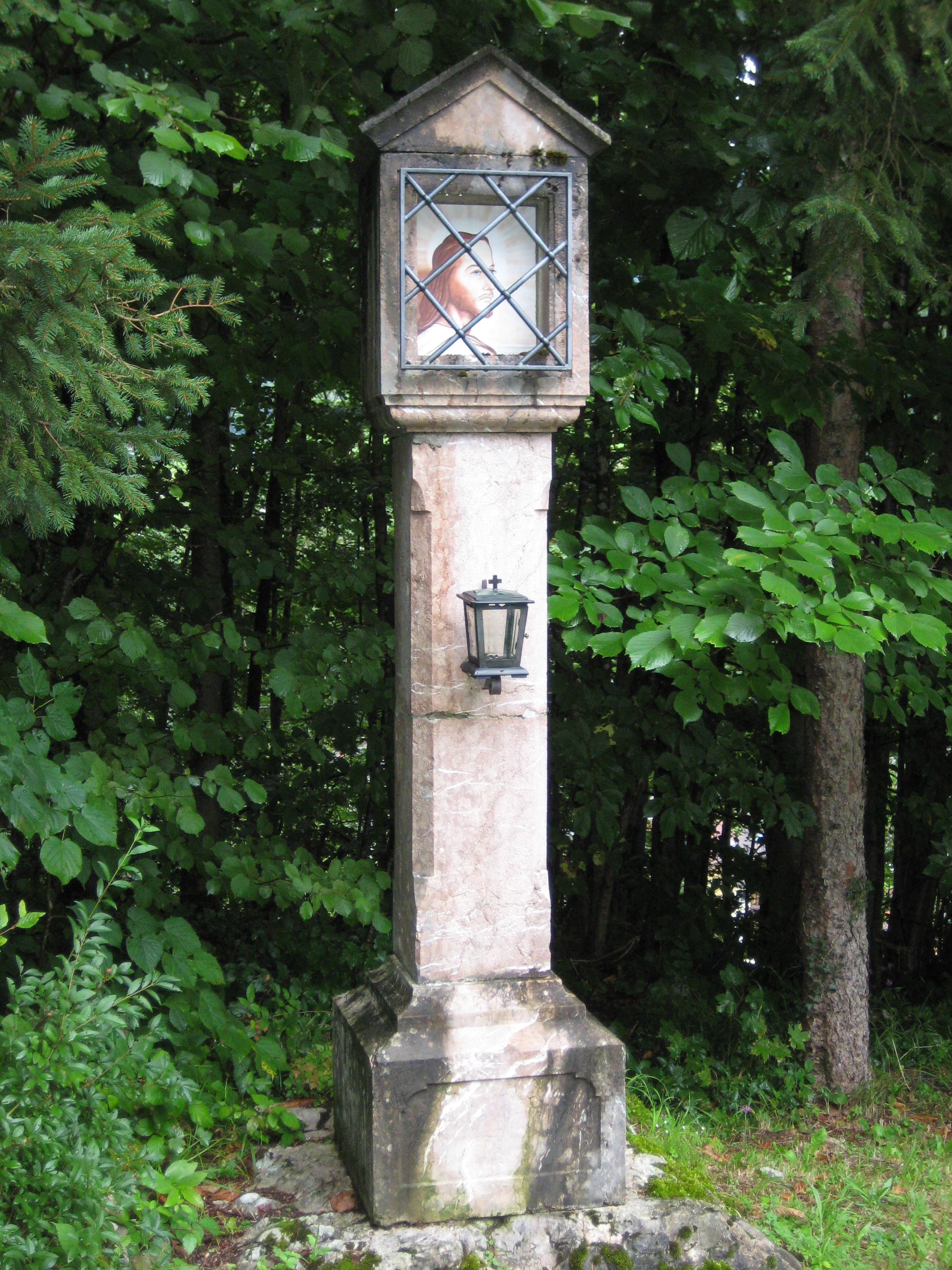
Kalvarienbergkirche, Tabernakelbildstock
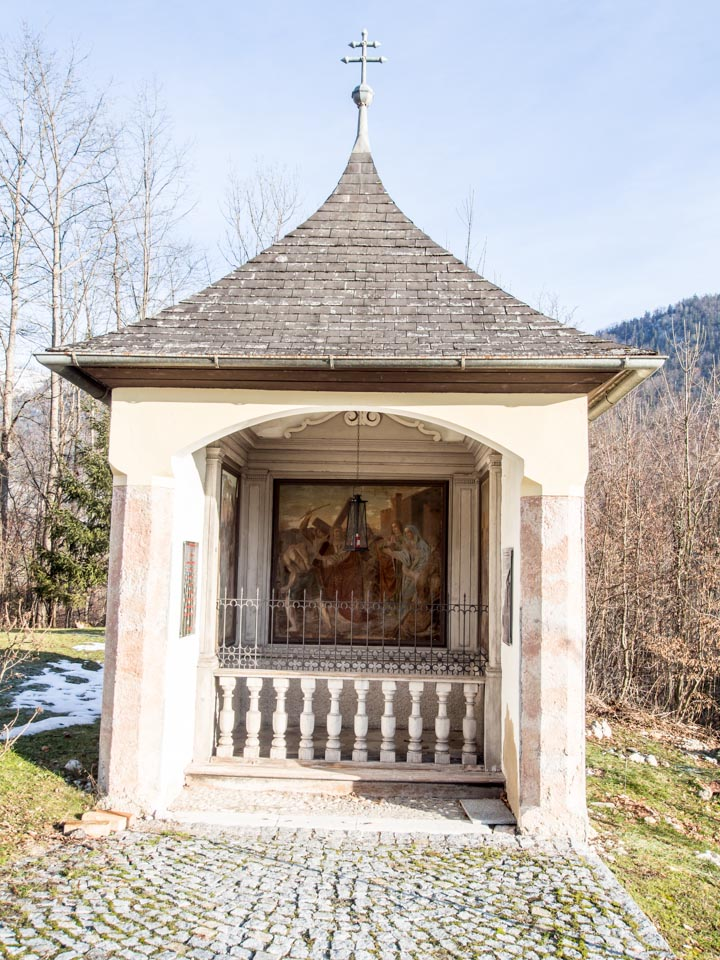
Kalvarienberg, Stationskapelle IV
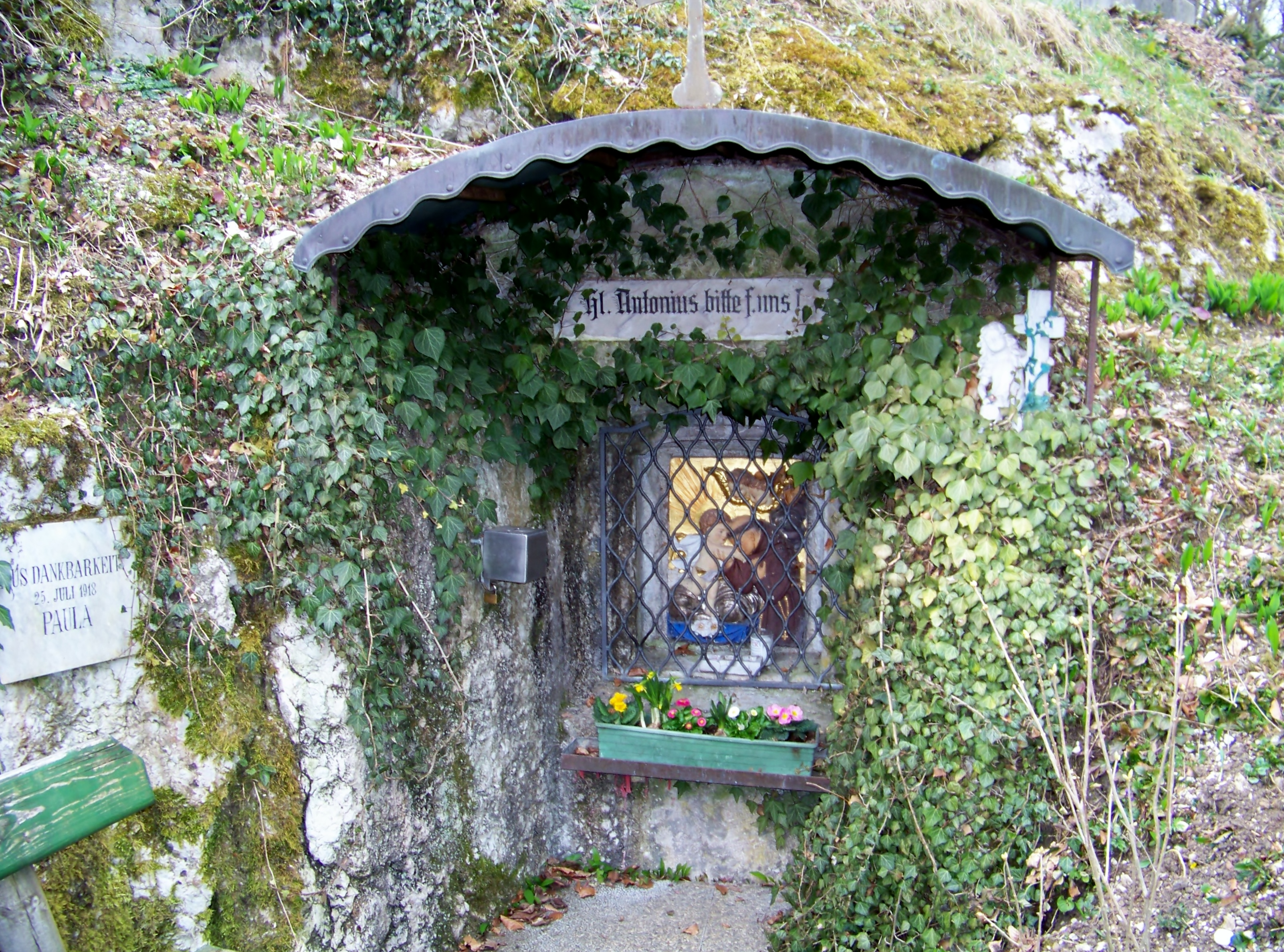
St.-Antonius-Grotte am Kalvarienberg